# Per Bredesen
Per Bredesen   (Horten, 22 de desembre de 1930 - Horten, 3 d'octubre de 2022) fou un exfutbolista noruec de la dècada de 1950.
Començà la seva carrera a Ørn-Horten el 1947 Fou jugador de nombrosos clubs italians com SS Lazio, Udinese, AC Milan, AS Bari i Messina. Fou 18 cops internacional amb la selecció noruega.